# Dundee Society
La Dundee Society est un club d'étudiants ayant suivi le cours de cryptologie CA-400 de la National Security Agency enseigné par Lambros D. Callimahos. Ce cours utilise le problème de Zendia, un exercice sur l'analyse du trafic et la cryptanalyse.
Le cours a lieu une fois par an et les nouveaux membres sont introduits dans le club à la fin du cours. La Dundee Society est créée au milieu des années 1950 et continue à exister après la retraite de Callimahos en 1976. Le club disparaît en 1979.
Le nom provient d'un pot vide de Marmelade de Dundee que Callimahos a sur son bureau pour ranger ses stylos. Le nom a été choisi quand Callihamos a voulu faire un repas avec des anciens étudiants dans un restaurant au Club des officiers du Ft. Meade mais il ne peut pas alors choisir le nom du cours ou le nom de l'agence pour la réservation pour des raisons de sécurité, il alors choisi le nom de Dundee Society pour réserver après voir aperçu le pot sur son bureau.
Par la suite il donne un pot en céramique de Marmelade de Dundee aux étudiants qui ont suivi le cours comme cérémonie d'entrée à la Dundee Society. Quand Dundee commence à utiliser des pots en verre, Callimahos décide de récupérer après chaque cérémonie les pots en céramique pour les utiliser l'année suivante et les membres sont encouragés à trouver par leurs propres moyens un pot en céramique s'ils veulent garder un souvenir de leur entrée dans le club.